# Habitat

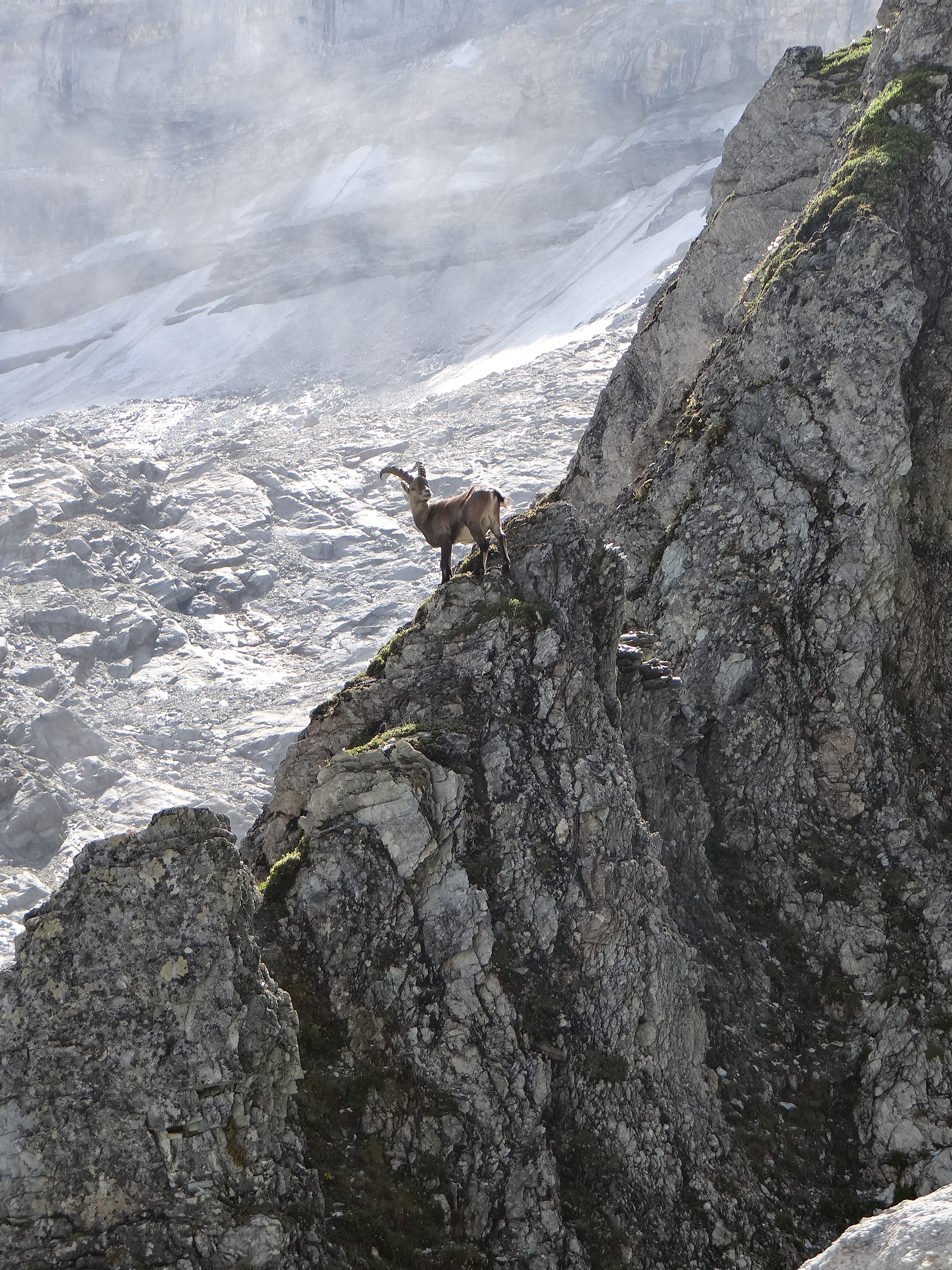
Ibex în habitatul său natural

Habitatul (din latină, habitat = locuiește) este teritoriul locuit de o vietate, teritoriu care îi oferă toate condițiile de existență alcătuind și mediul ei de viață.
- O suprafață locuită, în mod natural, de o populație sau de o specie de plante sau animale. Habitatul în care coexistă mai multe specii de plante sau animale se numește biotop.

- Prin extensie, habitatul se poate referi și la ansamblul condițiilor de mediu care determină existența unei comunități într-un loc sau pe o arie.

Habitatul este rezultatul interacțiunii factorilor edafici, climatici, antropogeni și biotici.
În natură vietățile nu au  o răspândire uniformă. Știucile viețuiesc în apa curgătoare a râurilor, pisica sălbatică - în hățișurile pădurii, iar urșii albi- pe întinsurile înzăpezite ale Arcticii. Cu alte cuvinte, fiecare organism își are propriul său loc de viață, numit și habitat. Habitatul nu trebuie confundat cu biotopul, care reprezintă locul ocupat de o biocenoză într-un ecosistem, și nici cu arealul, care înseamnă spațiul geografic în care este răspindită o specie.
În același habitat pot viețui organisme din diferite specii, fiecare având rolul său bine determinat,numit nișă ecologică.

## Factori de mediu
Principalii  factori de mediu care afectează distribuția organismelor vii sunt temperatura,  umiditatea, clima, tipul de sol și intensitatea  luminii și prezența sau absența tuturor cerințelor pe care organismul trebuie să o susțină. Unele plante și animale sunt generaliste, iar cerințele privind habitatele acestora sunt îndeplinite într-o gamă largă de locații. Micul fluture alb (Pieris rapae), de exemplu, se găsește pe toate continentele lumii, cu excepția Antarcticii. Larvele sale se hrănesc cu o gamă largă de Brassicas și diverse alte specii de plante și se dezvoltă în orice loc deschis cu diverse asociații de plante. Fluturele albastru mare este mult mai specific în cerințele sale; se găsește numai în zonele de pajiște, iar larvele se hrănesc cu specii Thymus, iar din cauza cerințelor complexe de cicluri de viață, el locuiește numai în zonele în care trăiesc furnicile Myrmica.

## Tipuri
Tipurile de habitate terestre includ păduri, pășuni, zone umede și deșerturi. În cadrul acestor biomase largi sunt habitate mai specifice, cu diferite tipuri de climă, regimuri de temperatură, soluri, altitudini și tipuri de vegetație. Multe dintre aceste habitate se clasifică unul în celălalt și fiecare are propriile comunități tipice de plante și animale. 